# FC Differdange 03
Fotbal Club Differdange 03 este o echipă de fotbal din orașul Differdange, în sud-vestul Luxemburgului. Evoluează în Divizia Națională a Luxemburgului.